# Cordillera Central (La Española)
La cordillera Central es el sistema montañoso más prominente de La Española, la cual atraviesa en dirección sureste-noroeste y posee los puntos más elevados de la isla y de las Antillas en su conjunto. Asimismo es aquí dónde nacen los ríos más largos y caudalosos de la geografía isleña: el Yaque del Norte, Yaque del Sur, río Yuna, Camú, Bao, Artibonito, entre otros.
La cordillera Central es una tierra del período Cretácico.En su origen fue una cadena de volcanes.Esta cadena montañosa se proyecta en el mapa en dirección noroeste-sudeste. Partiendo de la península de San Nicolás, en Haití, se extiende en territorio dominicano desde Restauración y Loma de Cabrera hasta las inmediaciones de Peravia y San Cristóbal.
La cordillera Central alcanza su culminación en el pico Duarte, con 3.098 metros. Le siguen en orden de menor categoría La Pelona,con 3094 m; La Rusilla, con 3029 m; Monte Mijo, 2200 m; y Monte Tina, 2059 m, y se extiende a través de la Sierra de Yamasá hasta la Cordillera Oriental en El Seibo.
Un hecho geográfico bastante desconocido es que el eje principal de la cordillera Central pasa al norte de Restauración y Constanza. Estas dos poblaciones, aunque políticamente pertenecen a las provincias del Cibao, geográficamente están ubicadas en la vertiente meridional de la cordillera Central.
Respecto a la orientación de la cordillera Central hay opiniones contradictorias. Para algunos geógrafos esta cadena montañosa se extiende en la dirección este-oeste, desde cabo Engaño hasta la frontera. Para otros, su orientación es noroeste-sudoeste, y prefieren llamar cordillera Oriental o del Seibo al ramal de la cordillera Central que se extiende hacia el levante.